# 黎國俊
黎國俊（1581年5月11日—？年），號成寰，河南歸德府睢州人，明朝政治人物。

## 生平
萬曆三十四年（1606年）丙午科鄉試第37名舉人，萬曆四十七年己未科書三房會試中式第253名，殿試三甲第122名，都察院觀政，行人，萬曆四十八年五月九日（1620年6月9日），以明神宗亡故，礼部差其往河南湖廣告訃，天啟三年癸亥京察，四年甲子降揚州府經歷，六年丙寅升寧晉縣知縣，七年丁卯改教職補府教授，崇禎二年己巳升知縣，四年辛未升開封府教授，五年壬申升國子監博士，六年癸酉升南京刑部主事，八年乙亥升四川司郎中。歴任廣南府知府

## 家族
曾祖黎清、祖黎云、父黎懷義〔壽官〕；兄黎國器〔萬曆四十四年丙辰科進士〕